# 莫德采·米爾格若姆
莫德采·米爾格若姆（Mordehai Milgrom，1946年—）是一位以色列物理學家，目前於以色列魏茨曼科學研究所進行研究，並擔任教授。莫德采·米爾格若姆最著名的成就是1981年提出修正牛頓動力學（Modified Newtonian Dynamics, MOND）來解決暗能量與星系自轉問題。米爾格若姆認為在長距離之下會出現額外重力，並用來解釋先鋒10號和先鋒11號異常運動。

## 外部連結
- Dark Matter Doubters not Silenced Yet （页面存档备份，存于）